# チェッティナードゥ料理

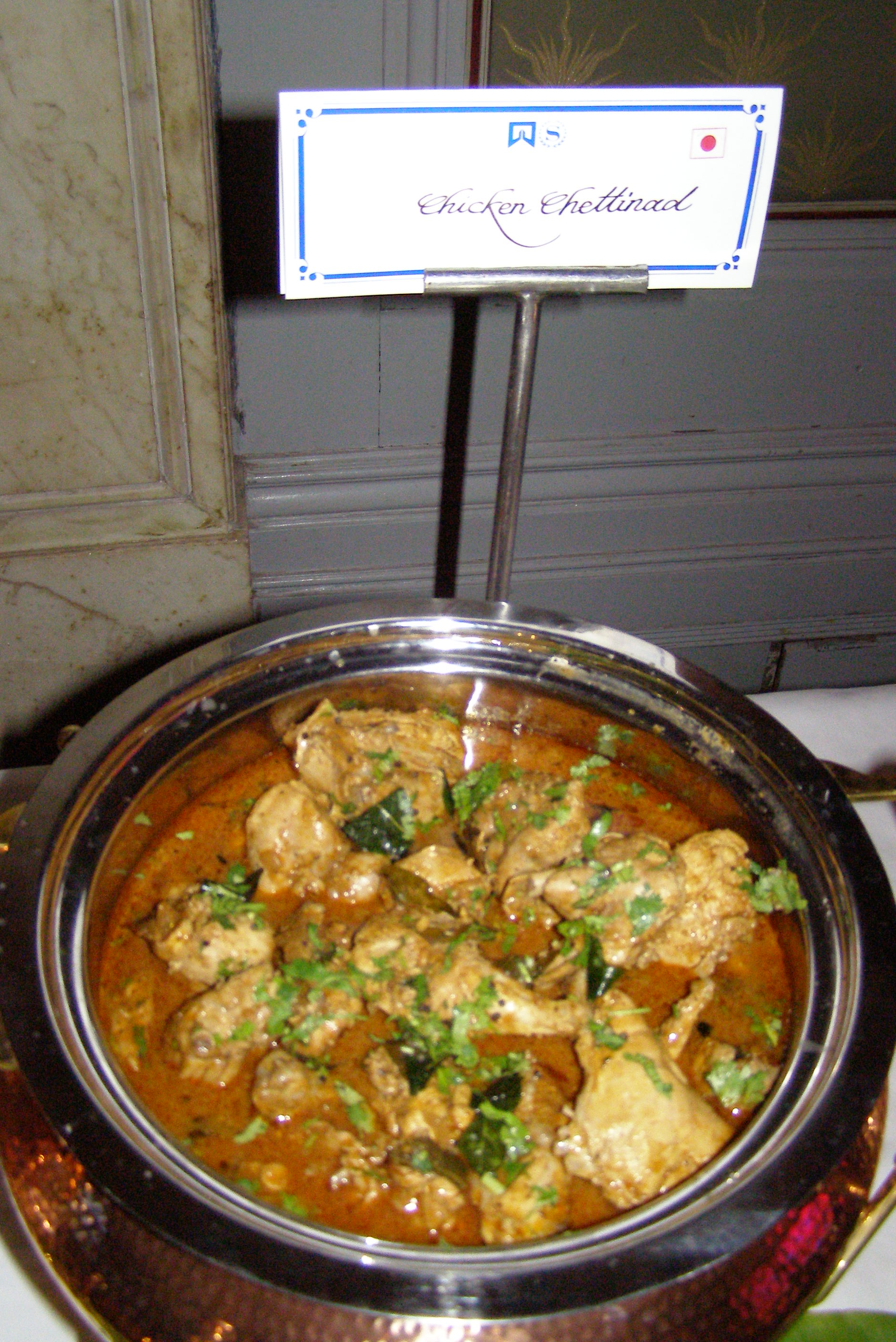
チキン・チェッティナードゥ。チェッティナードゥ地方で有名な一皿である

チェッティナードゥ料理（Chettinad cuisine）は南インド・タミル・ナードゥ州 のチェッティナードゥ地方にあるナットゥコッタイ・チェッティアール（Nattukotai Chettiar）またはナガラタールと呼ばれるコミュニティに伝わる料理である。この料理はおそらくタミル・ナードゥのレパートリーの中で最も有名な料理である。

## 概要
チェッティナードゥ料理はバラエティに富んだスパイスを使い、新鮮な挽き立てのマサラを使って作られる。チェッティアールたちは乾燥した気候を反映した多様な天日干しの干し肉や塩漬けの野菜を用いる。ほとんどの料理は米やドーサ、アッパム、イディアッパム、アダイス、イドゥリのような米からなる付け合わせとともに食される。チェッティアールたちはビルマとの交易の中で、赤米（sticky red rice）からできたライスプディングを出すことを学んだ。
商業カーストであったチェッティアールたちの留守を守った、裕福で勤勉、海外との接点を持ち、ノンベジタリアンでもあるチェッティアールの婦人たちによって生み出された料理である。その伝統にはインド料理の中でも独自の特徴もあり、例えば独特のスパイスの組み合わせや煮る際に鍋をかき混ぜないこと、20分でできるグラインドを滑らかさを出すために2時間かけて行うといったものがある。
チェッティナードゥ料理は多くのベジタリアン・ノンベジタリアン料理を提供する。有名な料理にはイディアッパム, パニヤラム, vellai paniyaram, karuppatti paniyaram, paal paniyaram, kuzhi paniyaram, kozhakattai, masala paniyaram, adikoozh, kandharappam, seeyam, masala seeyam, kavuni arisi, maavurundai, and athirasamなどがある。

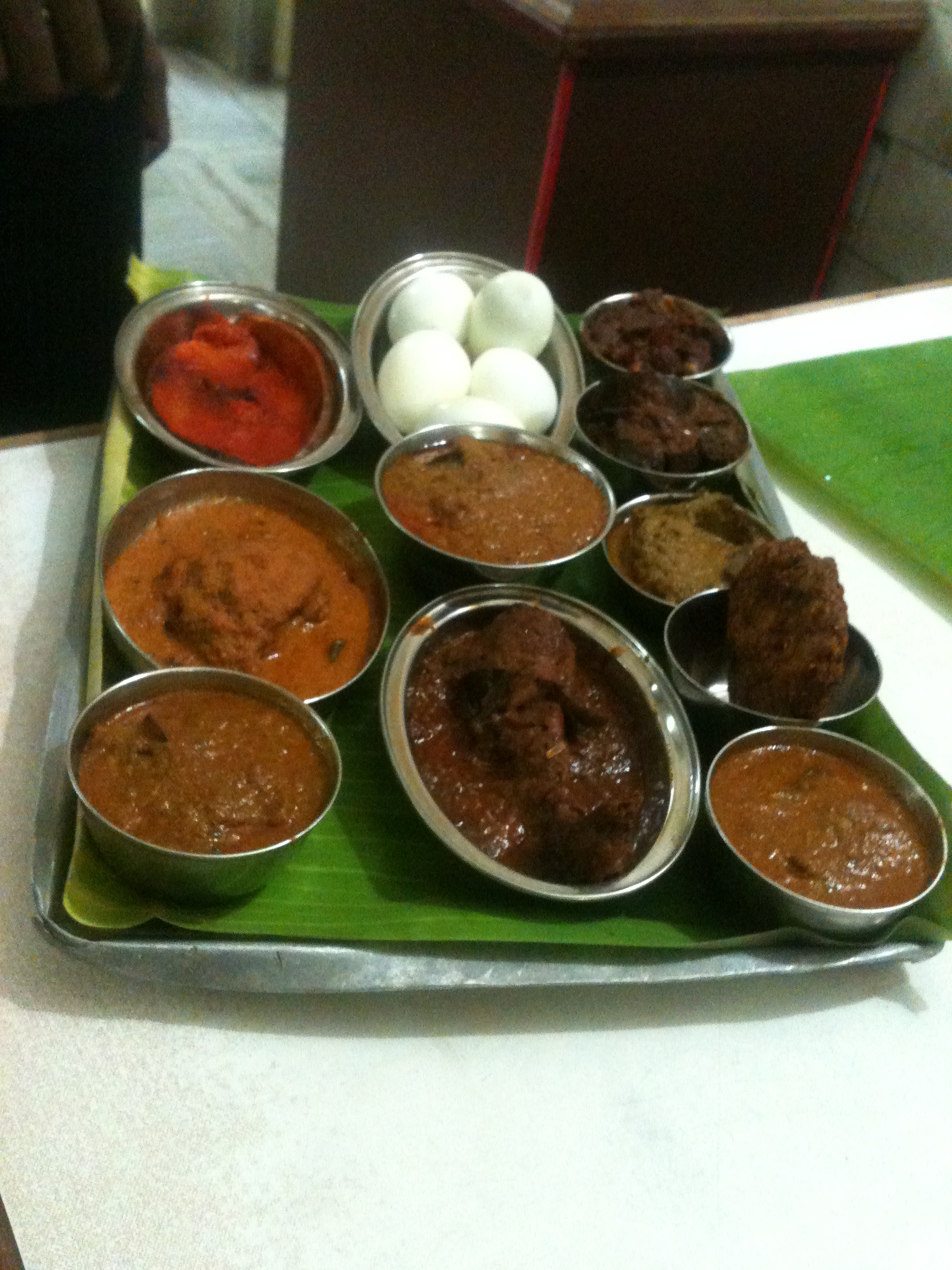
チェッティナードゥ・ホテルのノンベジタリアン料理の一例

チェッティナード料理には、 anasipoo (スターアニス), kalpasi (地衣類), puli (タマリンド), milagai (トウガラシ), sombu (フェンネルシード), pattai (シナモン), lavangam (クローブ), punnai ilai (ベイリーフ), karu milagu (コショウ), jeeragam (クミンシード), and venthayam (フェヌグリーク)といったスパイスが含まれている。

## 歴史的影響
Sumeet NairとMeenakshi Meyyappanによって2014年に発行されたThe Bangala Table: Flavor and Recipes from Chettinadという本では、歴史家のS. Muthiahは以下の通りに書いている。
チェッティアールたちは伝統的にはベジタリアンだった。彼らが人生の儀式で食べるごちそうにはベジタリアン料理が残っている。しかしかつて彼らは交易のためにインド半島の南側を行き来し、マラバール海岸のノンベジタリアン料理を吸収した。そこには正統派のキリスト教徒やムスリムが多く住んでおり、ヒンドゥー教徒もノンベジタリアンに傾向した。チェッティアールがセイロン島、ビルマ、オランダ領東インド、フレンチインドシナ、そして現在のマレーシアやシンガポールでの海外交易を確立した18世紀後期にはさらにノンベジタリアンの影響はチェッティアールの食習慣として定着した。また、彼らが海外交易の途中で旅したインドの他の部分に由来するノンベジタリアン料理も影響を与えた。
Guy Trebayは同じ本の序文でこう書き加えた：
南インドでは「チェッティアールのように食べられる者は幸運である」という。彼ら自身が言うのである。なぜならチェッティアールの食事は盛りだくさんで、料理は絶妙で香り豊かだからである。これはチェッティアールたちが数百年にわたるスパイス交易に参加したことによるものである。彼らはコーチンやペナン、バンダ諸島、ホルムズ海峡のアラブの諸港を相手に香辛料の種子や果物、樹皮のグローバルな輸出入を行った。ココナッツ、米、豆という南アジア料理の主食に、彼らはテリチェリーの胡椒、セイロンのカルダモン、インドネシアのナツメグ、マダガスカルのクローブ、ラオスやベトナム由来のブルージンジャー（ガランガル）といったスパイスを加えた。
ペナン（現在のマレーシア）のような場所では、チェッティアールたちは海峡中華料理の甘酸っぱい辛さを好みに加えた。サイゴンではベトナム料理に香りを加えるハーブを料理に吸収した。仏教国のセイロンでは、彼らは正統派ヒンドゥー教徒の典型的な食の禁忌をゆるめ、肉食を楽しんだ。
このように、チェッティナードゥ地方は半ば荒廃した静かな農村の集まりであり、重要な古寺とともに点在していたが商業の主要な中心地ではなく、国際化された食の場にふさわしくなくなったのである。